# Тайлаково (Татарський район)
Тайлаково (рос. Тайлаково) — присілок у Татарському районі Новосибірської області Російської Федерації.
Входить до складу муніципального утворення Лопатінська сільрада. Населення становить 179 осіб (2010).

## Історія
Згідно із законом від 2 червня 2004 року органом місцевого самоврядування є Лопатінська сільрада.

## Населення
| 2002 | 2007 | 2010 |
| ---- | ---- | ---- |
| 175  | ↗189 | ↘179 |